# Marussia MR03
De Marussia MR03 is een Formule 1-auto, die in 2014 wordt gebruikt door het Formule 1-team van Marussia en in 2015 door het team van Manor.
De MR03 zou op 28 januari 2014 onthuld worden op het Circuito Permanente de Jerez, maar door technische problemen werd het debuut uitgesteld tot 30 januari 2014, toen Max Chilton ermee naar buiten reed. De auto wordt voor het tweede jaar op een rij bestuurd door Max Chilton en Jules Bianchi.
Op het Circuit de Monaco behaalde Bianchi met een negende plaats de eerste punten van het team ooit, maar later in het seizoen op het Suzuka International Racing Course maakte hij een zwaar ongeluk mee, waarbij hij met zijn auto onder een takelwagen schoof en ernstige verwondingen aan zijn hoofd opliep. Tijdens de volgende race op het Sochi Autodrom bleef deze auto uit respect voor Bianchi leeg. Na deze race werd Marussia onder curatele gesteld en nam het de laatste drie races van het seizoen niet deel.
In 2015 keert Marussia terug in de Formule 1 maar dit keer onder de naam Manor Marussia. De auto van 2015 is  nog niet volledig gebouwd, waardoor het team een nieuwe versie van de MR03, de MR03B inzet. De coureurs zijn Will Stevens, Roberto Merhi en, vanaf de Grand Prix van Singapore als vervanger van Merhi, Alexander Rossi.
Red Bull RB10 ·
Mercedes F1 W05 ·
Ferrari F14 T ·
Lotus E22 ·
McLaren MP4-29 ·
Force India VJM07 ·
Sauber C33 ·
Toro Rosso STR9 ·
Williams FW36 ·
Marussia MR03 ·
Caterham CT05
Ferrari SF15-T ·
Force India VJM08 ·
Lotus E23 Hybrid ·
Marussia MR03B ·
McLaren MP4-30 ·
Mercedes F1 W06 Hybrid ·
Red Bull RB11 ·
Sauber C34 ·
Toro Rosso STR10 ·
Williams FW37